# Stadion Swetiego Petyra w Bansku
Stadion Swetiego Petyra (bułg. Стадион Свети Петър) – stadion sportowy w Bansku, w Bułgarii. Obiekt może pomieścić 3000 widzów. Swoje spotkania na stadionie rozgrywają piłkarze klubu PFK Bansko.